# WKOW-TV
WKOW-TV, no canal 27, é a afiliada da rede de televisão ABC em Madison, Wisconsin, nos Estados Unidos.